# Fratello, dove sei?
Fratello, dove sei? (O Brother, Where Art Thou?) è un film del 2000 diretto dai fratelli Coen, liberamente tratto dall'Odissea di Omero.
Presentato in concorso al 53º Festival di Cannes, la colonna sonora del film ha vinto un Grammy Award come album dell'anno nel 2002.

## Trama
Nel Mississippi a inizio 1937, durante la Grande depressione, Ulysses Everett McGill, Delmar O'Donnell e Pete Hogwallop sono tre galeotti appena evasi dai lavori forzati. Pete è un manigoldo con pochi scrupoli e tanti parenti campagnoli in giro, Delmar "Del" è piuttosto tonto e si fa guidare dagli altri due. L'unico con un po' di buon senso e intelligenza è Everett, il quale però ha più che altro una buona parlantina. Sotto la sua guida, i tre sono alla ricerca del tesoro da un milione di dollari, frutto della rapina ad un furgone blindato, nascosti da Everett nei pressi di un fiume sul quale si sta costruendo una diga. Hanno solo quattro giorni per recuperare il tesoro, prima che chiudano la diga ed il fiume diventi un lago. Durante il loro avventuroso viaggio attraverso l'America rurale della grande crisi, i tre incontreranno una variopinta galleria di personaggi.
All'inizio della fuga i tre chiedono un passaggio ad un vecchio cieco su una draisina ferroviaria il quale rivela loro il futuro. Si fermano poi a casa di un cugino di Pete per liberarsi dalle catene e ripulirsi. Durante la notte, però, vengono sorpresi e circondati dalla polizia: il cugino li ha denunciati per intascare i soldi della taglia. Per una fortunata coincidenza riescono a scappare a bordo di un'auto, ma la loro corsa dura poco. Fermatisi in un bosco al limitare di un lago, i tre si ritrovano nel bel mezzo di una processione di cristiani pronti a ricevere il battesimo nelle acque del lago. Convinti di poter espiare le proprie colpe, Delmar e Pete si gettano nell'acqua, mentre Everett non si lascia ingannare da quelle che lui chiama "sciocche superstizioni". Dopo aver venduto l'orologio del cugino di Pete per proseguire il viaggio in auto, i tre danno un passaggio a Tommy Johnson, un chitarrista di colore che ha venduto l'anima al Diavolo (proprio come, secondo la leggenda, fece Robert Johnson). Tommy dice loro di essere diretto ad una piccola e sperduta stazione radiofonica, dove - se hai una bella canzone - puoi inciderla e mandarla alla radio per una discreta somma. Fiutando l'occasione Everett spaccia il piccolo gruppo per una band di colore, i Soggy Bottom Boys, sfruttando il fatto che il direttore della stazione è cieco. Grazie all'accompagnamento di Tommy e a un'improvvisata canzone di Everett sulla storia della sua vita, la canzone suona orecchiabile e i quattro intascano la somma pattuita. Quella sera però la polizia trova il loro nascondiglio e così i tre sono costretti nuovamente a fuggire, abbandonando Tommy.
Di nuovo appiedati, si imbattono nell'eccentrico rapinatore di banche George "Baby Face" Nelson. Lo aiuteranno a fuggire dalla polizia e a derubare un'altra banca, dopodiché George, improvvisamente demoralizzato, lascerà loro tutti i soldi del bottino e se ne andrà. Nello stesso momento, mentre è in corso la campagna elettorale per decidere il nuovo governatore del Mississippi, la canzone dei Soggy Bottom Boys spopola nell'intero stato, ma nessuno riesce a trovare la misteriosa band. Passando vicino ad un fiume, i tre rimangono folgorati da tre "sirene" che li seducono. La mattina dopo Pete è sparito, e Everett e Delmar si convincono che sia stato tramutato in rospo: in realtà le donne lo hanno legato e consegnato alla polizia, dove viene torturato e rimesso ai lavori forzati. Nel frattempo Everett e Delmar incontrano in un ristorante un venditore di Bibbie cieco da un occhio (probabilmente un riferimento a Polifemo, o al cosiddetto "Gran Ciclope", titolo nella gerarchia dei Ku Klux Klan), di nome Big Dan Teague, che si rivela un truffatore e rapinatore. Arrivano infine in una città dove sta facendo propaganda il leader della riforma, Homer Stokes, avversario del governatore in carica Pappy O'Daniel. Per puro caso Everett vede e riconosce tre delle sue figlie, ma da queste scopre un'imbarazzante verità: la moglie Penelope ha detto alle bambine che il padre è morto, dopodiché ha divorziato ed è ora pronta a sposare un altro uomo. Colpito dalla gelosia, Everett chiede alla moglie di tornare con lui, ma lei rifiuta, definendolo "non affidabile" e affermando di volere un futuro per le loro sei figlie. Subito dopo Everett ha uno scontro con il nuovo fidanzato di Penny, avendo la peggio.
Più tardi, mentre Everett e Del si trovano in un cinema, vengono raggiunti da alcuni detenuti, cui è concesso di guardare la pellicola. Tra loro c'è anche Pete, che intima loro di non andare a cercare il tesoro per nessun motivo. La notte seguente i due liberano Pete, il quale però racconta di aver confessato i loro piani alla polizia sotto tortura. A questo punto Everett rivela che il tesoro non esiste: si trattava di un'invenzione per incitare i due compagni ad aiutarlo ad evadere, così da impedire le seconde nozze dell'ex moglie. Pete, furibondo, assalta Everett, ma i tre si accorgono che, a pochi passi da loro, si sta svolgendo una cerimonia del Ku Klux Klan, che per "purificare la razza" vuole impiccare un ragazzo di colore, che altri non è che Tommy Johnson. I tre irrompono in scena e salvano il chitarrista dal linciaggio, uccidendo (anche se accidentalmente) Big Dan Teague e scoprendo che il leader del clan è il candidato governatore Homer Stokes.
I quattro tornano in città, dove si intrufolano sul palco di una manifestazione, cercando di permettere a Everett di parlare a sua moglie. Inaspettatamente, grazie alla loro ormai famosa canzone Man of Constant Sorrow, vengono acclamati dalla folla come idoli della musica folk. Riconosciuti da Stokes, che li accusa davanti a tutti di essere galeotti, peccatori, assassini e "incroci", i tre vengono salvati dalla folla, che subissa il candidato governatore di fischi. Questa figuraccia viene sfruttata da Pappy O'Daniel, che simpatizza immediatamente per la nascente band, nominandola suo braccio destro musicale e concedendo ai quattro l'assoluzione di tutte le loro condanne. Everett, che ha ormai un impiego stabile, si riappacifica con la moglie. Ma manca ancora una cosa: la fede nuziale, con cui celebrare di nuovo le nozze tra Everett e Penelope. I quattro si mettono di nuovo in marcia verso la vecchia casetta sul fiume di Everett, per ritrovare l'anello, ma hanno una brutta sorpresa: ad aspettarli trovano lo spietato poliziotto che li stava inseguendo, il quale li conduce alla forca. Dopo una disperata preghiera di Everett, una cascata d'acqua li travolge. La famosa diga, infatti, ha fatto tracimare il fiume, e così ora Pete, Delmar e Tommy sono salvi e liberi, mentre Everett può finalmente tornare all'amore della sua famiglia.

## Produzione

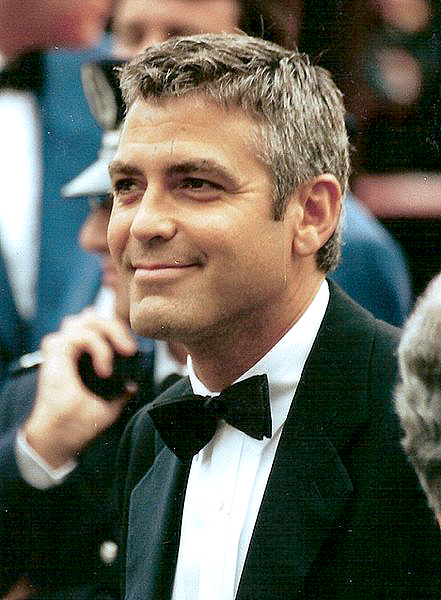
George Clooney al festival di Cannes nel 2000

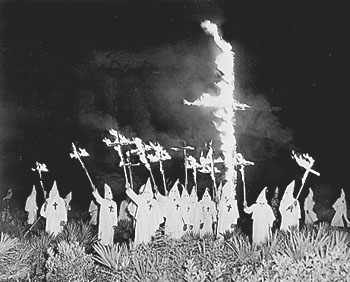
Manifestazione del Klan a Gainesville, Florida, nel 1922

L'idea per Fratello, dove sei? nacque spontaneamente. Il lavoro sulla sceneggiatura cominciò nel dicembre 1997, molto prima dell'inizio della produzione. Nonostante Ethan Coen abbia descritto l'Odissea come "uno dei suoi canovacci di trama preferiti", nessuno dei due fratelli aveva mai letto l'epopea omerica e i due conoscevano il suo contenuto solo attraverso adattamenti e i numerosi riferimenti all'opera nella cultura popolare. Secondo i Coen, Tim Blake Nelson (laureato in lettere classiche alla Brown University) era l'unica persona sul set ad aver letto l'Odissea.
Joel Coen rivelò nel corso di un'intervista del 2000 di essersi personalmente recato a Phoenix per offrire il ruolo di protagonista a George Clooney. Clooney era così ansioso di lavorare con i fratelli Coen che accettò la parte senza nemmeno leggere la sceneggiatura. Clooney non riuscì a capire immediatamente il suo personaggio. Spedì il copione a suo zio Jack, che viveva nel Kentucky, chiedendogli di leggere l'intera sceneggiatura su un registratore. All'insaputa di Clooney, nella registrazione da lui fatta, Jack, un devoto battista, omise tutte le parolacce dalla lettura, e così Clooney scoprì la vera natura del suo personaggio solo durante le riprese del film quando i fratelli Coen gli chiesero dove erano finite molte della battute.
Questo fu il quarto film dei fratelli Coen a vedere la presenza di John Turturro. Altri attori in Fratello, dove sei? che avevano già lavorato con i Coen erano John Goodman (tre film), Holly Hunter (due), Charles Durning (due) e Michael Badalucco (uno).
Uno dei temi principali del film è la connessione tra la "musica arcaica" e le campagne elettorali nel sud degli Stati Uniti. Essa fa riferimento alle tradizioni, istituzioni e politiche padronali di campagna e riforma che hanno definito la politica statunitense meridionale nella prima metà del XX secolo.
Il Ku Klux Klan, all'epoca una forza politica importante del populismo bianco, viene mostrato mentre brucia croci e pratica danze rituali. Il personaggio di Menelaus "Pappy" O'Daniel, governatore del Mississippi e conduttore dello show radiofonico The Flour Hour, è simile nel nome e comportamento a W. Lee "Pappy" O'Daniel, governatore del Texas e in seguito senatore degli Stati Uniti d'America. W. Lee O'Daniel era nel settore delle farine e utilizzava una band di supporto chiamata Light Crust Doughboys durante il suo show alla radio. In una campagna elettorale, W. Lee O'Daniel si portò dietro una scopa, oggetto spesso utilizzato come simbolo nell'era delle riforme, promettendo di "spazzare via" il nepotismo e la corruzione dalla politica.
Sebbene il film attinga dalla politica dell'epoca, le differenze sono evidenti tra i personaggi del film e le figure storiche reali. Il governatore O'Daniel del film usa You Are My Sunshine come sigla di propaganda (originariamente registrata dal cantante e governatore della Louisiana James Houston "Jimmie" Davis), e Homer Stokes, lo sfidante di O'Daniel alle elezioni, si definisce un candidato "riformatore", ricorrendo a una scopa (come metafora di pulizia) e a un nano (per dare prova della sua intenzione di aiutare anche i più svantaggiati).
Il personaggio del chitarrista blues Tommy Johnson è la fusione di due musicisti realmente esistiti: Tommy e Robert Johnson (nessuna parentela tra i due), entrambi accusati di aver venduto l'anima al Diavolo in cambio del talento musicale.

### Titolo
Il titolo del film è un riferimento ad un elemento della trama di un film satirico del 1941 diretto da Preston Sturges dal titolo I dimenticati (Sullivan's Travels), dove il protagonista (un regista) voleva girare un film sulla Grande depressione intitolato O Brother, Where Art Thou? e che sarebbe stato "...un commento storico sulla condizione moderna, sull'arido realismo e sui problemi che l'uomo medio deve affrontare... con l'aggiunta di un po' di sesso". Mancando di una qualsiasi esperienza come uomo medio, il regista decide di compiere un viaggio per comprendere la sofferenza dell'uomo comune ma tutto ciò che vede gli riporta alla mente il ricco ambiente di Hollywood. Lo scopo e le esperienze del regista in Sullivan's Travel sono l'opposto di quelle del protagonista di Fratello, dove sei? che vorrebbe tornare a casa, e viene più volte ostacolato da diversi imprevisti. Il film dei Coen ha alcune somiglianze di tono con il film di Sturges, incluse le scene con i carcerati e con il coro di colore in chiesa. I prigionieri al cinema che assistono alla proiezione di una pellicola è inoltre un diretto omaggio a una scena molto simile in un altro film di Sturges.

### Riprese
Le riprese del film si svolsero in alcune località nei pressi di Canton, Vicksburg, Valley Park, Yazoo City e Florence (Carolina del Sud), nell'estate del 1999.

#### Tecnica
Un'importante caratteristica del film è l'utilizzo di un sistema di correzione del colore per dare alle immagini del film un aspetto di color seppia. Il direttore della fotografia Roger Deakins disse: «Ethan e Joel preferirono utilizzare una vecchia e polverosa Delta per le scene dei tramonti. Volevano che sembrasse una vecchia immagine dipinta a mano con l'intensità dei colori dettata dalla scena, e dei colori naturali per la pelle dei personaggi che avessero tutte le sfumature possibili».
Questo è stato il quinto film a cui i fratelli Coen hanno lavorato e decisero di girarlo in Mississippi precisamente nella stagione in cui gli alberi, l'erba, le foglie ed i cespugli hanno un colore verde acceso. Dopo le riprese di prova, che includevano l'utilizzo di tecniche come il bypack e il bleach bypass, Deakins suggerì l'utilizzo del digitale. Il direttore della fotografia spese quindi otto settimane al Cinesite per trovare il miglior bilanciamento di colore, desaturando la quantità di verde e inserendo filtri digitali. Questo è stato il primo film ad essere completamente corretto nei colori da un montaggio digitale, battendo sul tempo Galline in fuga di Nick Park. Per i suoi sforzi, a Deakins fu riconosciuta una nomination all'Oscar e al premio ASC Outstanding Achievement Award.

### Ispirazione
Il film viene indicato come "liberamente" ispirato all'Odissea di Omero: dall'incontro con il vecchio cieco all'inizio del film, ispirato alla figura di Tiresia o dello stesso Omero, al canto delle sirene, dal venditore di Bibbie con un occhio solo, come Polifemo, a intere citazioni e parafrasi del poema. L'ultima sfida di Everett per mantenere la sua bona fides è tornare da sua moglie Penny, riprendendo l'eroico scontro di Ulisse con i pretendenti di Penelope.
Difatti più che al poema omerico, i fratelli Coen hanno affermato di aver ripreso alcuni particolari dalla versione cinematografica dell'Odissea del 1955. I fratelli Coen, infatti, hanno affermato di non aver mai letto integralmente il poema omerico.
La figura di Everett, uno dei tre protagonisti, appare comunque peggiore di quella della sua mitica controparte: Ulisse. L'eroe dovrebbe essere sempre vincitore ma, al contrario, questo non avviene nel film, anche se tutto va per il meglio in un momento successivo, sia perché l'eroe risulta irreprensibile, sia per la buona sorte.

## Colonna sonora
La colonna sonora del film è composta da brani tradizionali statunitensi. La musica fu originariamente concepita come parte integrante del film, non solamente come musica di sottofondo o descrittiva. Il produttore e musicista T Bone Burnett lavorò insieme ai fratelli Coen mentre la sceneggiatura era ancora nelle fasi iniziali e la colonna sonora venne registrata prima dell'inizio delle riprese.
Molta della musica folk utilizzata nel film appartiene a uno specifico periodo temporale. La colonna sonora include anche brani di musica religiosa, inclusi spiritual e gospel. Le canzoni scelte per il film riflettono il possibile spettro di stili musicali tipici della vecchia cultura del sud degli Stati Uniti: gospel, delta blues, country, swing e bluegrass. L'uso di canti funebri ed altre canzoni macabre è un tema spesso ricorrente nella musica degli Appalachi (O Death, Lonesome Valley, Angel Band, I Am Weary) in contrasto alla lucentezza e gioiosità di altre canzoni presenti in altre parti del film (Keep On the Sunny Side, In the Highways) . Le voci dei Soggy Bottom Boys furono fornite da Dan Tyminski (voce solista in Man of Constant Sorrow), Harley Allen, e Pat Enright della Nashville Bluegrass Band. I tre vinsero il premio CMA Award come "Single of the Year" e un Grammy Award nella categoria Best Country Collaboration with Vocals, entrambi per la canzone Man of Constant Sorrow. Tim Blake Nelson cantò come voce solista in In the Jailhouse Now. Man of Constant Sorrow fu registrata in cinque varianti: due sono utilizzate nel film, una nel video musicale, e due nell'album della colonna sonora. Sebbene il brano non ricevette molti passaggi radio, il singolo raggiunse la posizione numero 35 nella classifica statunitense Billboard Hot Country Singles & Tracks nel 2002.

### Soggy Bottom Boys
I Soggy Bottom Boys sono il fittizio gruppo musicale formato dai protagonisti del film. Il nome è un omaggio ai Foggy Mountain Boys, un complesso bluegrass guidato da Lester Flatt ed Earl Scruggs. Nel film le canzoni accreditate alla band sono cantate in playback dagli attori, tranne In the Jailhouse Now che venne cantata veramente da Tim Blake Nelson con la sua vera voce.
Il singolo di successo della band è il brano Man of Constant Sorrow di Dick Burnett, una canzone che aveva riscosso molto successo anni prima dell'uscita del film.

## Distribuzione
Il film venne presentato in concorso in anteprima al Festival di Cannes il 13 maggio 2000 e distribuito limitatamente nelle sale cinematografiche statunitensi il 22 dicembre, per poi ottenere una distribuzione completa il 2 febbraio 2001. In Italia il film uscì nelle sale il 10 novembre 2000.

## Accoglienza

### Incassi
Gli incassi al botteghino furono di $71,868,327 nel mondo, a fronte di un budget di $26 milioni di dollari.

### Critica
Il film è stato accolto in maniera controversa dalla critica, che lo considerò un'opera minore seppure divertente; ottenendo comunque una buona risposta di pubblico. La pellicola ottenne ulteriore notorietà per il grande successo della colonna sonora omonima.
L'aggregatore di recensioni Rotten Tomatoes assegna al film un indice di gradimento del 77% basato su 151 recensioni da parte di critici cinematografici e un punteggio globale di 7.12/10. Il giudizio dice: "Anche se non altrettanto bello come altri classici dei fratelli Coen, il deliziosamente sciocco Fratello, dove sei? è ancora molto divertente." Il film ha un punteggio di 69/100 su Metacritic basato su 30 recensioni.
Il noto critico cinematografico Roger Ebert diede al film due stellette e mezzo su quattro, scrivendo che tutte le scene erano "meravigliose in molti modi diversi", ma che aveva lasciato il cinema incerto e insoddisfatto dopo la visione del film.

## Riconoscimenti
- 2001 - Premio Oscar
  - Candidatura alla miglior sceneggiatura non originale a Joel ed Ethan Coen
  - Candidatura alla miglior fotografia a Roger Deakins
- 2001 - Golden Globe
  - Miglior attore in un film commedia o musicale a George Clooney
  - Candidatura al miglior film commedia o musicale
- 2001 - Premio BAFTA
  - Candidatura alla migliore sceneggiatura originale a Ethan e Joel Coen
  - Candidatura alla migliore fotografia a Roger Deakins
  - Candidatura alla migliore scenografia a Dennis Gassner
  - Candidatura alla migliore colonna sonora a T Bone Burnett e Carter Burwell
  - Candidatura ai migliori costumi a Monica Howe
- 2001 - Satellite Award
  - Candidatura al miglior film commedia o musicale
  - Candidatura al miglior attore in un film commedia o musicale a George Clooney
  - Candidatura al miglior attore non protagonista in un film commedia o musicale a Tim Blake Nelson
  - Candidatura alla migliore attrice non protagonista in un film commedia o musicale a Holly Hunter
  - Candidatura alla miglior sceneggiatura non originale a Ethan e Joel Coen
- 2001 - Empire Award
  - Candidatura al miglior attore a George Clooney